# Ontlastingincontinentie
Ontlastingincontinentie, ook wel fecale incontinentie, is een aandoening waarbij de controle over de sluitspier van de anus zodanig verminderd is dat er geen beheersing over het laten lopen van ontlasting meer is, wat leidt tot ongewild verlies van ontlasting of windjes (flatus). De oorzaak van ontlastingincontinentie kan liggen in de beschadiging van de sluitspier, spastische darmen, of in obstipatie. Dit laatste kan leiden tot irritatie van de darmwand, met een dunne ontlasting tot gevolg.
Ontlastingsverlies wordt onderverdeeld in:
- Vast;
- Vloeibaar;
- Passieve fecale incontinentie, zoals verlies zonder gevoel van aandrang of moeite met schoonmaken na defecatie;
- Onvrijwillig verlies van ontlasting tijdens vaginale gemeenschap.

Flatusincontinentie wordt gedefinieerd als klachten van ongewild verlies van flatus (windjes). Dit kan zowel vaginaal als anaal als beiden zijn.

## Prevalentie
De prevalentie van fecale incontinentie wordt in de algemene bevolking geschat op 2-24%. In de leeftijdsgroep van 60-jarigen is de prevalentie van fecale incontinentie 0,8% bij mannen en 1,6% bij vrouwen.  In Nederland komt fecale incontinentie bij mensen van 61 jaar en ouder voor 7% van de mannen en 6% van de vrouwen.
Uit onderzoek onder Nederlandse vrouwen in de leeftijd van 45-85 jaar bleek dat 39% van deze vrouwen last heeft van flatusincontinentie, 3,5% van incontinentie voor vaste ontlasting en 12,3% van incontinentie voor vloeibare ontlasting. De prevalentie neemt sterk toe bij zowel mannen als vrouwen die zijn opgenomen in een zorginstelling (30-47%).
Op basis van onderzoek lijkt fecale incontinentie vaker voor te komen bij vrouwen dan bij mannen, hoewel de verdeling tussen mannen en vrouwen niet veel scheelt.
Ook komt fecale incontinentie vaker voor bij vrouwen die een bevalling hebben gehad en bij verschillende ziektebeelden, zoals een cognitieve beperking of een neurologische aandoening.
Daarnaast komt fecale incontinentie in ongeveer 50% van de gevallen voor in combinatie met urine-incontinentie (dubbele incontinentie). Dit zou kunnen worden verklaard omdat de bekkenbodemspieren minder goed functioneren en door functionele beperkingen bij kwetsbare (zorg)behoevende (het toilet niet op tijd kunnen halen). Fecale incontinentie kan een sterke invloed hebben op de kwaliteit van leven.

## Oorzaken en risicofactoren
Bij mannen en vrouwen zijn er aanwijzingen dat het hebben van nierproblemen, diarree, een gevoel van incomplete lediging van de darmen, geschiedenis van bestraling in het bekkengebied, het ontwikkelingen van urgency (heftige aandrang) klachten en het hebben van urine-incontinentie bijdragen aan het ontstaan van fecale incontinentie.
Bij ouderen die in een verzorgingshuis wonen is aangetoond dat een hogere leeftijd bijdraagt aan het ontstaan van fecale incontinentie.
Bovendien is het aannemelijk dat urine-incontinentie, beperkte mobiliteit, een neurologische aandoening, cognitieve achteruitgang, dementie, problemen met rompbeheersing, een niet-blanke huidskleur en problemen met algemene dagelijkse levensverrichtingen (ADL) bijdragen aan het ontstaan van ontlastingsincontinentie  (niveau 2).
Bij vrouwen zijn er verschillende specifieke oorzaken te onderscheiden. Een bevalling is de meest genoemde oorzaak voor fecale incontinentie bij vrouwen. Dit kan komen doordat een kringspier of een zenuw (nervus pudendus) beschadigd is geraakt. In een onderzoek is aangetoond dat een derde- of vierdegraads inscheuring de enige bevallingsgerelateerde risicofactor is fecale incontinentie na de bevalling.
Tevens blijkt dat vrouwen die tijdens de zwangerschap fecale incontinentie hebben gehad, na de bevalling meer kans hebben op ontlastingsverlies.
Daarnaast zijn er aanwijzingen dat een beroerte, cognitieve beperking, blanke huidskleur, depressie en het hebben van chronische diarree bijdragen aan het ontstaan van fecale incontinentie bij vrouwen van 65 jaar of ouder. Een verzakking (rectocele) in de voorgeschiedenis (bijvoorbeeld vanwege vaak en verkeerd persen) kan zorgen voor het ontstaan van fecale incontinentie bij vrouwen ≥ 50 jaar. Bovendien zijn er aanwijzingen dat 3 jaar na een baarmoeder verwijdering (hysterectomie) via de buik of via de vagina het risico op het ontstaan van fecale incontinentie groter is.
Bij mannen zijn er ook specifieke risicofactoren en oorzaken te onderscheiden. Er zijn aanwijzingen dat mannen boven de 85 jaar of mannen met nierproblemen een hogere kans op ontlastingsverlies (FI) hebben. Daarnaast verhoogt radiotherapie vanwege prostaatkanker het risico op flatusincontinentie, doordat de darm minder vulling kan hebben.

## Onderzoek
Om het type en de ernst van de incontinentie te bepalen, wordt een vraaggesprek (anamnese) afgenomen. Het is belangrijk om alle factoren die van invloed kunnen zijn op de klachten in kaart te brengen. Te denken valt aan het gebruik van medicijnen, leefstijl, en andere problemen in het bekkengebied, bijvoorbeeld een verzakking.
Daarnaast zijn vragenlijsten van belang om het type en de ernst van de fecale incontinentie te bepalen. Een vragenlijst die veel gebruikt wordt door MDL artsen, huisartsen en bekkenfysiotherapeuten, is het defecatiedagboek. In dit dagboek kan worden bijgehouden hoe vaak iemand ontlast, wat de mate van aandrang was, hoe vaak het verlies is opgetreden en de hoeveelheid en consistentie hiervan. Dit geeft informatie over het ontlastingsritme en de ernst van de incontinentie.
Naast de anamnese en de vragenlijsten, kan een lichamelijk onderzoek worden afgenomen. Bij dit onderzoek wordt vaak inwendig rectaal gevoeld naar de functie van de verschillende bekkenbodemspieren. Bij dit onderzoek wordt gelet op de aanspanning en ontspanning van de spieren, en de reactie van de spieren op hoesten en persen. De spieren kunnen worden beoordeeld als: onderactief (te weinig kracht), overactief (te gespannen), verstoorde coördinatie of als niet functionerend.

## Behandeling
Als het type en de ernst van de incontinentie is vastgesteld en de mogelijke oorzaak ervan is vastgesteld, kan een behandeling gestart worden. Het doel van de behandeling is het verbeteren van één of meer van de volgende continentiecomponenten: spierfunctie, reservoirfunctie van de endeldarm, consistentie van de feces en/of (h)erkenning van het gezondheidsprobleem.
Bij ontlastingincontinentie kan sacrale neuromodulatie (SNM) een behandeloptie zijn als er geen baat wordt gevonden bij de standaardbehandelingen zoals medicijnen en bekkenfysiotherapie. SNM is een minimaal invasieve ingreep waarbij elektroden worden geplaatst in de lage rug en worden verbonden met een pulsgenerator. Het zenuwstelsel wordt zodanig gemoduleerd dat de functie en coördinatie worden beïnvloed en de incontinentie herstelt of afneemt. De ingreep biedt echter geen garantie op succes, bij een op de vier patiënten wordt geen succesvol resultaat geboekt.

### Bekkenfysiotherapie
Wanneer de buitenste kringspier en/of de overige bekkenbodemspieren niet optimaal functioneren, is bekkenfysiotherapie een geschikte behandeloptie. Bekkenfysiotherapie is een specialisatie binnen de fysiotherapie, die zich richt op preventieve en curatieve zorg bij (dreigende) gezondheidsproblemen in de bekkenregio. Tot de bekkenregio behoren de bekkengordel met de bekkenbodemmusculatuur en de bekkenorganen, de lumbale wervelkolom (LWK) en de heupen.
Mogelijkheden tijdens de bekkenfysiotherapeutische behandeling zijn:
- Er kan voorlichting en uitleg gegeven worden hoe de darm wordt afgesloten, en over de rol van de bekkenbodem en de kringspieren. Daarnaast zal uitleg gegeven worden over een goede toilethouding en toiletgedrag.
- Naar aanleiding van het onderzoek naar de bekkenbodemspieren, wordt er een oefenprogramma gemaakt dat thuis uitgevoerd dient te worden. Bekkenbodemspiertraining bestaat uit herhaaldelijk aan- en ontspannen van de bekkenbodemspieren. Het trainen is gericht op verbetering van spierkracht, ontspanning, uithoudingsvermogen, herhaalbaarheid, duur, coördinatie en een goede positie van de bekkenbodem. De training is een zinvol onderdeel van de therapie.[22][29]
- Als iemand niet goed voelt waar de bekkenbodemspieren zijn en niet weet hoe deze spieren te gebruiken, kan biofeedback gebruikt worden. Elektromyografie (EMG) biofeedback wordt vaak gebruikt. Hierbij kan door middel van elektrodes op de spieren de spieractiviteit worden getoond op een beeldscherm. Andere vormen van biofeedback zijn: druk (anale manometrie of sonde) en rectale ballon. Biofeedback in combinatie met bekkenbodemspieroefeningen is effectiever dan bekkenbodemspieroefeningen alleen.[30]
- Elektrostimulatie kan worden toegepast, waarbij vooral gericht wordt op het verbeteren van de bewuste controle van de bekkenbodem.

### Medicijnen
Om de consistentie van de ontlasting zo goed mogelijk te maken, kan gebruik worden gemaakt van laxerende, bulkvormende of vochtbindende medicijnen.

### Operaties
Wanneer een kringspier permanent beschadigd is, wordt de kringspier soms operatief hersteld. Het beschadigde deel van de kringspier wordt vervangen door het nog aanwezige gezonde deel van de kringspier. Deze operatie wordt ook wel een sfincterplastiek genoemd.
Soms wordt een nieuwe kringspier gemaakt van een spier uit het dijbeen (de Musculus gracilis). Dit heet een dynamische gracilis plastiek. De nieuwe kringspier wordt gestimuleerd door kleine elektrische impulsen. Deze impulsen worden gegeven door een pacemaker die geïmplanteerd wordt in de buikwand.
In uiterste, zeer ernstige gevallen kan een stoma worden aangelegd. Een stoma is een kunstmatige darmuitgang via de buikwand. Met een klein, luchtdicht zakje wordt de ontlasting opgevangen.

### Hulpmiddelen
Er zijn verschillende hulpmiddelen op de markt om de gevolgen van fecale incontinentie zoveel mogelijk te beperken. Zo kan gebruik worden gemaakt van anale tampons of opvangmateriaal. Daarnaast kan gebruik worden gemaakt van darmspoelen. Deze hulpmiddelen bieden echter slechts een tijdelijke oplossing.